# Aaviku
Aaviku är en by i Estland. Den ligger i Rae kommun i landskapet Harjumaa. Antalet invånare var 197 år 2011.
Aaviku ligger 47 meter över havet och terrängen runt byn är mycket platt. Runt Aaviku är det ganska glesbefolkat, med 23 invånare per kvadratkilometer. Närmaste större samhälle är Tallinn, 13 km nordväst om Aaviku. I omgivningarna runt Aaviku växer i huvudsak blandskog.